# Temporada 1996-97 de los Phoenix Suns
La temporada 1996-97 fue la vigesimonovena de los Phoenix Suns en la NBA. La temporada regular acabó con 40 victorias y 42 derrotas, ocupando el séptimo puesto de la Conferencia Oeste, clasificándose para los playoffs en los que cayeron en primera ronda ante los Seattle SuperSonics.

## Elecciones en elDraft
| Ronda | Puesto | Jugador      | Posición  | Nacionalidad   | Universidad/Club |
| ----- | ------ | ------------ | --------- | -------------- | ---------------- |
| 1     | 15     | Steve Nash   | Base      | Canadá         | Santa Clara      |
| 2     | 39     | Russ Millard | Alero     | Estados Unidos | Iowa             |
| 2     | 43     | Ben Davis    | Ala-Pívot | Estados Unidos | Arizona          |

## Temporada regular
| División Pacífico        | División Pacífico | División Pacífico | División Pacífico | División Pacífico | División Pacífico | División Pacífico | División Pacífico | División Pacífico |
| Equipo                   | G                 | P                 | %                 | PD                | Casa              | Fuera             | Div               |                   |
| ------------------------ | ----------------- | ----------------- | ----------------- | ----------------- | ----------------- | ----------------- | ----------------- | ----------------- |
| y-Seattle SuperSonics    | 57                | 25                | .695              | –                 | 31–10             | 26–15             | 16–8              |                   |
| x-Los Angeles Lakers     | 56                | 26                | .683              | 1                 | 31–10             | 25–16             | 18–6              |                   |
| x-Portland Trail Blazers | 49                | 33                | .598              | 8                 | 29–12             | 20–21             | 15–9              |                   |
| x-Phoenix Suns           | 40                | 42                | .488              | 17                | 25–16             | 15–26             | 13–11             |                   |
| x-Los Angeles Clippers   | 36                | 46                | .439              | 21                | 21–20             | 15–26             | 10–14             |                   |
| Sacramento Kings         | 34                | 48                | .415              | 23                | 22–19             | 12–29             | 8–16              |                   |
| Golden State Warriors    | 30                | 52                | .366              | 27                | 18–23             | 12–29             | 4–20              |                   |

## Playoffs

### Primera ronda
Seattle SuperSonics  vs. Phoenix Suns
| Fecha       | Partido                                   | Ciudad  |
| ----------- | ----------------------------------------- | ------- |
| 25 de abril | Seattle SuperSonics 101, Phoenix Suns 106 | Seattle |
| 27 de abril | Seattle SuperSonics 122, Phoenix Suns 78  | Seattle |
| 29 de abril | Phoenix Suns 110, Seattle SuperSonics 103 | Phoenix |
| 1 de mayo   | Phoenix Suns 115, Seattle SuperSonics 122 | Phoenix |
| 3 de mayo   | Seattle SuperSonics 116, Phoenix Suns 92  | Seattle |
|             | Seattle SuperSonics gana las series 3-2   |         |

## Estadísticas

### Temporada regular
| Rk | Jugador          | Edad | Pos. | P  | PT | MP   | TC  | TCI  | %TC  | T3  | T3I | %T3   | TL  | TLI  | %TL  | RO  | RD  | RT  | AS  | RB  | TAP | BP  | FP  | PTS  |
| -- | ---------------- | ---- | ---- | -- | -- | ---- | --- | ---- | ---- | --- | --- | ----- | --- | ---- | ---- | --- | --- | --- | --- | --- | --- | --- | --- | ---- |
| 1  | Kevin Johnson    | 30   | PG   | 70 | 70 | 38.0 | 6.3 | 12.7 | .496 | 1.3 | 2.9 | .441  | 5.0 | 9.8  | .852 | 0.8 | 2.8 | 3.6 | 9.3 | 1.5 | 0.2 | 3.1 | 2.0 | 20.1 |
| 2  | Jason Kidd       | 23   | PG   | 33 | 23 | 35.5 | 4.2 | 9.9  | .423 | 1.2 | 3.0 | .400  | 3.0 | 6.8  | .688 | 1.0 | 3.8 | 4.8 | 9.0 | 2.4 | 0.4 | 2.3 | 2.2 | 11.6 |
| 3  | Hot Rod Williams | 34   | C    | 68 | 66 | 31.4 | 3.0 | 6.1  | .490 | 0.0 | 0.0 | .000  | 3.0 | 6.1  | .672 | 2.6 | 5.6 | 8.3 | 1.5 | 1.0 | 1.3 | 1.0 | 2.6 | 8.0  |
| 4  | Michael Finley   | 23   | SF   | 27 | 18 | 29.5 | 5.2 | 11.0 | .475 | 0.5 | 2.0 | .255  | 4.7 | 9.0  | .812 | 1.3 | 3.2 | 4.4 | 2.5 | 0.7 | 0.1 | 1.6 | 1.6 | 13.0 |
| 5  | Wesley Person    | 25   | SG   | 80 | 42 | 29.1 | 5.1 | 11.3 | .453 | 2.1 | 5.2 | .413  | 3.0 | 6.1  | .798 | 0.9 | 2.8 | 3.7 | 1.5 | 1.1 | 0.3 | 1.0 | 1.3 | 13.5 |
| 6  | Rex Chapman      | 29   | SG   | 65 | 33 | 28.2 | 5.1 | 11.5 | .443 | 1.7 | 4.8 | .350  | 3.4 | 6.7  | .832 | 0.4 | 2.4 | 2.8 | 2.8 | 0.8 | 0.1 | 1.5 | 1.7 | 13.8 |
| 7  | Danny Manning    | 30   | PF   | 77 | 17 | 27.7 | 5.5 | 10.3 | .536 | 0.1 | 0.5 | .194  | 5.4 | 9.9  | .721 | 1.8 | 4.3 | 6.1 | 2.2 | 1.1 | 1.0 | 2.1 | 3.5 | 13.5 |
| 8  | Cedric Ceballos  | 27   | SF   | 42 | 32 | 27.3 | 5.9 | 12.7 | .464 | 0.5 | 1.9 | .259  | 5.4 | 10.8 | .737 | 2.2 | 4.4 | 6.6 | 1.2 | 0.7 | 0.4 | 1.6 | 2.2 | 15.3 |
| 9  | Mark Bryant      | 31   | PF   | 41 | 18 | 24.8 | 3.7 | 6.7  | .553 | 0.0 | 0.0 |       | 3.7 | 6.7  | .704 | 1.6 | 3.5 | 5.2 | 1.1 | 0.5 | 0.1 | 1.1 | 3.3 | 9.3  |
| 10 | Sam Cassell      | 27   | PG   | 22 | 9  | 24.5 | 4.5 | 11.0 | .415 | 0.9 | 2.8 | .306  | 3.7 | 8.1  | .855 | 0.5 | 1.7 | 2.3 | 4.5 | 1.0 | 0.3 | 2.7 | 3.0 | 14.8 |
| 11 | Robert Horry     | 26   | SF   | 32 | 15 | 22.5 | 2.6 | 6.1  | .421 | 0.8 | 2.4 | .308  | 1.8 | 3.7  | .640 | 1.3 | 2.5 | 3.7 | 1.7 | 0.9 | 0.8 | 1.4 | 2.5 | 6.9  |
| 12 | A.C. Green       | 33   | PF   | 27 | 19 | 20.3 | 2.3 | 4.7  | .477 | 0.0 | 0.1 | .000  | 2.3 | 4.6  | .646 | 1.2 | 3.9 | 5.1 | 0.6 | 0.7 | 0.0 | 0.7 | 1.3 | 5.7  |
| 13 | Joe Kleine       | 35   | C    | 23 | 10 | 15.9 | 1.4 | 3.5  | .400 | 0.0 | 0.0 | 1.000 | 1.3 | 3.4  | .722 | 0.9 | 2.6 | 3.5 | 0.5 | 0.4 | 0.3 | 0.9 | 2.0 | 3.4  |
| 14 | Wayman Tisdale   | 32   | PF   | 53 | 15 | 14.7 | 3.0 | 7.0  | .426 | 0.0 | 0.0 |       | 3.0 | 7.0  | .625 | 0.7 | 1.6 | 2.3 | 0.4 | 0.2 | 0.4 | 0.7 | 2.1 | 6.5  |
| 15 | Mike Brown       | 33   | C    | 6  | 1  | 13.8 | 0.8 | 2.0  | .417 | 0.0 | 0.0 |       | 0.8 | 2.0  | .600 | 1.5 | 2.7 | 4.2 | 0.8 | 0.2 | 0.2 | 0.3 | 1.5 | 2.7  |
| 16 | Loren Meyer      | 24   | PF   | 35 | 17 | 12.8 | 2.1 | 4.7  | .446 | 0.1 | 0.1 | .600  | 2.0 | 4.6  | .712 | 1.1 | 1.6 | 2.7 | 0.3 | 0.1 | 0.3 | 1.0 | 2.1 | 5.4  |
| 17 | Steve Nash       | 22   | PG   | 65 | 2  | 10.5 | 1.1 | 2.7  | .423 | 0.4 | 0.8 | .418  | 0.8 | 1.8  | .824 | 0.2 | 0.7 | 1.0 | 2.1 | 0.3 | 0.0 | 1.0 | 1.4 | 3.3  |
| 18 | Tony Dumas       | 24   | SG   | 6  | 1  | 8.5  | 1.0 | 3.2  | .316 | 0.2 | 0.7 | .250  | 0.8 | 2.5  | .500 | 0.0 | 0.3 | 0.3 | 0.5 | 0.0 | 0.2 | 0.2 | 1.5 | 2.3  |
| 19 | Chucky Brown     | 28   | SF   | 10 | 0  | 8.3  | 1.3 | 2.6  | .500 | 0.0 | 0.0 |       | 1.3 | 2.6  | .727 | 0.3 | 1.3 | 1.6 | 0.4 | 0.0 | 0.2 | 0.4 | 1.4 | 3.4  |
| 20 | Rumeal Robinson  | 30   | PG   | 12 | 0  | 7.3  | 1.3 | 2.8  | .471 | 0.3 | 0.8 | .300  | 1.1 | 2.0  | .250 | 0.1 | 0.5 | 0.6 | 0.7 | 0.1 | 0.0 | 0.4 | 0.7 | 3.0  |
| 21 | Dexter Boney     | 26   | SG   | 8  | 0  | 6.0  | 0.8 | 2.4  | .316 | 0.1 | 0.8 | .167  | 0.6 | 1.6  | .750 | 0.4 | 0.4 | 0.8 | 0.0 | 0.3 | 0.1 | 0.1 | 0.4 | 2.4  |
| 22 | Horacio Llamas   | 23   | C    | 20 | 2  | 5.1  | 0.8 | 1.4  | .536 | 0.0 | 0.0 |       | 0.8 | 1.4  | .500 | 0.2 | 0.7 | 0.9 | 0.2 | 0.5 | 0.3 | 0.6 | 1.3 | 1.7  |
| 23 | Ben Davis        | 24   | PF   | 20 | 0  | 4.9  | 0.5 | 1.3  | .385 | 0.0 | 0.0 |       | 0.5 | 1.3  | .450 | 0.6 | 0.8 | 1.4 | 0.0 | 0.2 | 0.1 | 0.2 | 0.8 | 1.5  |

### Playoffs
| Rk | Jugador          | Edad | Pos. | P | PT | MP   | TC  | TCI  | %TC  | T3  | T3I | %T3  | TL  | TLI  | %TL   | RO  | RD  | RT  | AS  | RB  | TAP | BP  | FP  | PTS  |
| -- | ---------------- | ---- | ---- | - | -- | ---- | --- | ---- | ---- | --- | --- | ---- | --- | ---- | ----- | --- | --- | --- | --- | --- | --- | --- | --- | ---- |
| 1  | Kevin Johnson    | 30   | PG   | 5 | 5  | 41.6 | 5.2 | 17.6 | .295 | 0.6 | 4.4 | .136 | 4.6 | 13.2 | .879  | 1.6 | 2.8 | 4.4 | 6.0 | 2.6 | 0.0 | 3.6 | 3.0 | 16.8 |
| 2  | Jason Kidd       | 23   | PG   | 5 | 5  | 41.4 | 4.2 | 10.6 | .396 | 1.6 | 4.4 | .364 | 2.6 | 6.2  | .526  | 0.8 | 5.2 | 6.0 | 9.8 | 2.2 | 0.4 | 2.6 | 2.2 | 12.0 |
| 3  | Rex Chapman      | 29   | SG   | 5 | 5  | 38.2 | 8.2 | 16.6 | .494 | 4.4 | 9.6 | .458 | 3.8 | 7.0  | .680  | 0.4 | 2.8 | 3.2 | 2.6 | 0.4 | 0.0 | 3.0 | 2.8 | 24.2 |
| 4  | Wesley Person    | 25   | SG   | 5 | 1  | 32.6 | 5.0 | 10.6 | .472 | 2.8 | 6.6 | .424 | 2.2 | 4.0  | .778  | 1.0 | 5.6 | 6.6 | 1.2 | 0.8 | 0.6 | 0.8 | 1.0 | 15.6 |
| 5  | Danny Manning    | 30   | PF   | 5 | 0  | 23.2 | 5.2 | 9.0  | .578 | 0.0 | 0.6 | .000 | 5.2 | 8.4  | .933  | 0.8 | 5.2 | 6.0 | 1.4 | 0.8 | 1.4 | 1.6 | 4.2 | 13.2 |
| 6  | Cedric Ceballos  | 27   | SF   | 5 | 0  | 21.4 | 2.2 | 6.6  | .333 | 0.6 | 2.4 | .250 | 1.6 | 4.2  | 1.000 | 1.8 | 3.4 | 5.2 | 0.6 | 0.8 | 0.6 | 1.6 | 2.4 | 6.6  |
| 7  | Hot Rod Williams | 34   | C    | 5 | 5  | 21.0 | 1.6 | 3.0  | .533 | 0.0 | 0.0 |      | 1.6 | 3.0  | .400  | 2.0 | 2.6 | 4.6 | 0.6 | 0.4 | 1.6 | 1.0 | 2.4 | 4.0  |
| 8  | Mark Bryant      | 31   | PF   | 4 | 0  | 9.0  | 1.0 | 2.5  | .400 | 0.0 | 0.0 |      | 1.0 | 2.5  | 1.000 | 0.3 | 0.8 | 1.0 | 0.0 | 0.0 | 0.0 | 0.5 | 1.0 | 2.8  |
| 9  | Wayman Tisdale   | 32   | PF   | 4 | 4  | 9.0  | 1.5 | 3.8  | .400 | 0.0 | 0.0 |      | 1.5 | 3.8  |       | 0.5 | 1.3 | 1.8 | 0.0 | 0.0 | 0.0 | 0.3 | 1.3 | 3.0  |
| 10 | Mike Brown       | 33   | C    | 4 | 0  | 6.8  | 0.5 | 1.3  | .400 | 0.0 | 0.0 |      | 0.5 | 1.3  | .875  | 0.5 | 0.5 | 1.0 | 0.3 | 0.0 | 0.0 | 0.3 | 1.5 | 2.8  |
| 11 | Loren Meyer      | 24   | PF   | 3 | 0  | 4.7  | 0.0 | 1.3  | .000 | 0.0 | 0.3 | .000 | 0.0 | 1.0  |       | 0.7 | 1.3 | 2.0 | 0.3 | 0.0 | 0.7 | 1.0 | 0.0 | 0.0  |
| 12 | Steve Nash       | 22   | PG   | 4 | 0  | 3.8  | 0.5 | 2.3  | .222 | 0.3 | 1.0 | .250 | 0.3 | 1.3  |       | 0.3 | 0.0 | 0.3 | 0.3 | 0.3 | 0.3 | 0.5 | 1.3 | 1.3  |